# Рачинський Гаврило Андрійович
Гаври́ло Андрі́йович Рачи́нський (1777, Новгород-Сіверський, нині Чернігівської області — 30 березня (11 квітня) 1843, Новгород-Сіверський) — український скрипаль-віртуоз, гітарист і композитор.

## Біографічні дані
Син диригента Андрія Рачинського, троюрідний дядько композитора Миколи Лисенка, дід заступника міністра освіти УНР Олександра Рачинського.
У 1789—1795 роках навчався в Київській академії, де був учнем Артемія Веделя. У 1795—1797 роках навчався в гімназії Московського університету. До 1805 року був учителем вищого музичного класу цієї гімназії.
У 1817—1823 роках жив у Новгороді-Сіверському, у 1823—1840 роках — у Москві.
Від 1808 року концертував у містах України — Києві, Полтаві, Харкові та ін.

## Творчість
Відомий як скрипаль-виконавець і композитор. У своїх програмах виконував, крім творів західно-європейських композиторів, свої варіації для скрипки на українські, російські і польські народні пісні («За горами, за долами», «Віють вітри, віють буйні», «Среди долины ровныя»).
Автор фантазії для семиструнної гітари «На березі Десни».
Один з його синів був автором ще однієї української «Енеїди», багатої на етнографічний матеріал (описи сватання й весілля) й написаної доброю українською мовою.